# 줄삼치

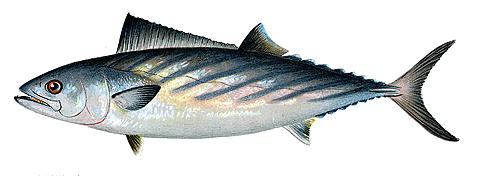

줄삼치는 고등어과에 속하는 물고기이다. 길이가 1m, 무게도 10kg쯤 나가는 커다란 물고기다. 머리에서 등쪽으로 가느다란 파란색 줄이 여러 개 있고, 배쪽은 은백색이다. 꼬리지느러미는 두 갈래로 갈라져 있으며, 먹이를 찾아 끊임없이 헤엄친다. 작은 물고기와 오징어를 잡아먹으며, 먹이를 쫓아 물 위로 뛰어오르기도 한다. 어릴 때는 연안에서 살다가 자라면서 점점 먼바다로 헤엄쳐 나간다. 한국 남서부와 일본에서 인도네시아에 이르는 태평양 지역과 인도양 등에 분포한다.